# Nemobiopsis planeticos
Nemobiopsis planeticos är en insektsart som beskrevs av Otte, D. och Perez-gelabert 2009. Nemobiopsis planeticos ingår i släktet Nemobiopsis och familjen syrsor. Inga underarter finns listade i Catalogue of Life.